# Pseudojuloides argyreogaster
Pseudojuloides argyreogaster és una espècie de peix de la família dels làbrids i de l'ordre dels cipriniformes que es troba a Tanzània i a les Seychelles.